# Recesión en España
Recesión en España hace referencia a las recesiones macroeconómicas que se han producido en España. 

## Concepto de recesión
En macroeconomía, se considera recesión a la disminución generalizada de la actividad económica de un país o región, medida a través de la bajada, en tasa anual, del producto interior bruto (PIB) real, durante un periodo suficientemente prolongado. Se considera que un país entra en recesión técnica cuando acumula dos trimestres consecutivos de crecimiento negativo y sale de la recesión cuando registra tasas de crecimiento positivo en un trimestre.
Hay que advertir que no existe acuerdo en la doctrina acerca de cuál es dicho periodo, aunque con el tiempo ha venido a extenderse la opinión emitida por Julius Shiskin en un artículo publicado en el diario New York Times en 1975 en torno a dos trimestres consecutivos de caída como plazo definitorio para el término.

## Recesiones

### Recesiones históricas desde la Edad Media
En el territorio que actualmente se denomina España se han producido una serie de grandes crisis económicas en las que claramente el PIB descendió:
- Crisis del siglo XIV - La peste negra provocó la gran depresión medieval -Crisis de la Edad Media en España-.
- Crisis y recesión del XVII - Se estima que durante el reinado de Felipe II se llegó a acumular deuda por valor del 60% del PIB español a finales del XVI, un porcentaje que seguiría creciendo durante décadas y que tuvo sus peores efectos en el primer tercio del siglo XVII hasta la firma por España del tratado de Westfalia (1648)
- Crisis y recesión de principios del XVIII.
- Crisis y recesión a principios del XIX - La primera crisis duró de 1803 a 1805, fue una crisis de corte feudal, motivada por las malas cosechas y las epidemias. La segunda crisis, de 1808 a 1814, fue consecuencia de la Guerra de la Independencia y se convirtió en la puntilla para las instituciones españolas del Antiguo Régimen.
- Crisis capitalista financiera de 1864-1874.
- Crisis y recesión de la década de 1930. (Véase la Gran Depresión)
- Crisis y recesión de los primeros años del franquismo. Economía de España durante la autarquía franquista.
- Crisis y recesión del decenio de 1970.

### Recesión de 1992-1993
En el segundo trimestre de 1992 el producto interior bruto español sufrió una contracción del 1,1%. El crecimiento del PIB se mantuvo en tasas negativas o nulas hasta el tercer trimestre de 1993, con un aumento del 0,9%.

### Recesión de 2008-2010
Crecimiento interanual del PIB en España (base 2010)

Durante la crisis económica española de 2008-2014, España entró dos veces en recesión. La primera recesión comenzó en el tercer trimestre de 2008, y acabó en el primer trimestre de 2010. Un año y tres meses después, en el segundo trimestre de 2011, España volvía a caer en recesión.

### Recesión de 2011-2013
Según el INE la economía española entró en su segunda recesión durante la crisis económica española de 2008-2014 en el segundo trimestre de 2011 y salió en el tercer trimestre de 2013, con un crecimiento positivo del 0,1%. La recesión duró nueve trimestres de contracción, en el periodo recesivo más largo de toda la democracia.